# Pedro María Ureña
Pedro María Ureña é um município da Venezuela localizado no estado de Táchira.
A capital do município é a cidade de Ureña.